# Manteo
Manteo é uma cidade  localizada no estado norte-americano de Carolina do Norte, no Condado de Dare.

## Demografia
Segundo o censo norte-americano de 2000, a sua população era de 1052 habitantes.
Em 2006, foi estimada uma população de 1290, um aumento de 238 (22.6%).

## Geografia
De acordo com o United States Census Bureau tem uma área de
4,7 km², dos quais 4,5 km² cobertos por terra e 0,2 km² cobertos por água. Manteo localiza-se a aproximadamente 1 m acima do nível do mar.

## Localidades na vizinhança
O diagrama seguinte representa as localidades num raio de 28 km ao redor de Manteo.